# Адамув (Замойський повіт)
Адамів (пол. Adamów) — село в Польщі, у гміні Адамів Замойського повіту Люблінського воєводства.
Населення — 378 осіб (2011).
У 1975-1998 роках село належало до Замойського воєводства.

## Демографія
Демографічна структура станом на 31 березня 2011 року:
|          | Загалом | Допрацездатний вік | Працездатний вік | Постпрацездатний вік |
| -------- | ------- | ------------------ | ---------------- | -------------------- |
| Чоловіки | 191     | 38                 | 131              | 22                   |
| Жінки    | 187     | 40                 | 106              | 41                   |
| Разом    | 378     | 78                 | 237              | 63                   |